# 舞鶴正治
舞鶴 正治（まいづる まさはる）は、日本の造園系地方公務員。

## 来歴
大阪市公園局に勤務した。2004年時点では、大阪市ゆとりとみどり振興局緑化総括技監を務めていた。
2012年時点では飛鳥保存財団常務理事の職に就いていた。
2007年に第29回日本公園緑地協会北村賞を受賞した。